# یواس‌اس ال‌اس‌تی-۳۱۰
یواس‌اس ال‌اس‌تی-۳۱۰ (به انگلیسی: USS LST-310) یک کشتی بود که طول آن ۳۲۸ فوت (۱۰۰ متر) بود. این کشتی در سال ۱۹۴۲ ساخته شد.